# Dickson Choto

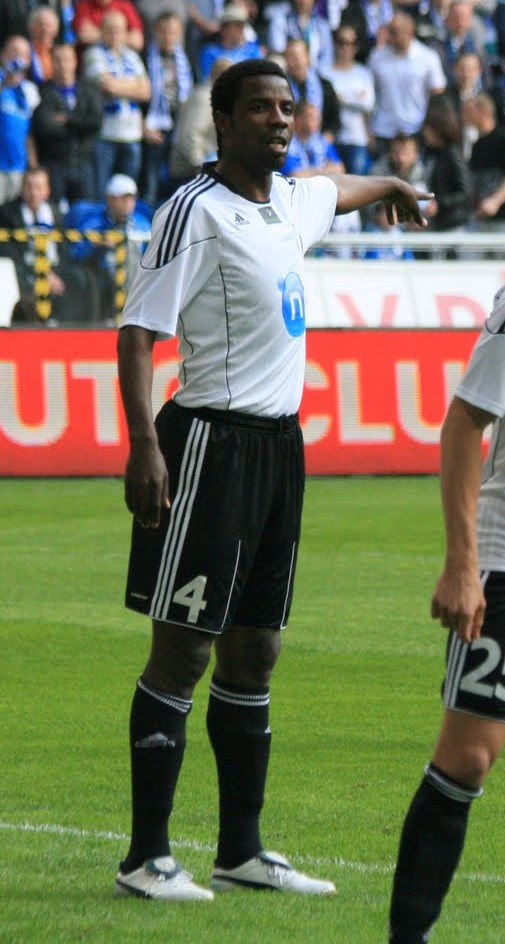
Dickson Choto

Dickson Choto (Wedza, Zimbabwe, 19 maart 1981) is een Zimbabwaans voetballer die sinds 2003 speelt voor het Poolse Legia Warschau en ook uitkomt voor het Zimbabwaans voetbalelftal. Hij speelt als centrale verdediger. Hij begon met voetballen in 2000 bij Darryn Textiles Africa United uit zijn vaderland Zimbabwe.

## Statistieken
| seizoen     | club                          | land     | competitie            | wed. | goals |
| ----------- | ----------------------------- | -------- | --------------------- | ---- | ----- |
| 2000-2001   | Darryn Textiles Africa United | Zimbabwe | Premier Soccer League | ?    | ?     |
| 2001-2002   | Górnik Zabrze                 | Polen    | Ekstraklasa           | 12   | 0     |
| 2002-2003   | Pogoń Szczecin                | Polen    | Ekstraklasa           | 10   | 0     |
| 2003-2013   | Legia Warschau                | Polen    | Ekstraklasa           | 145  | 4     |
| Bijgewerkt: | 20-07-2013                    |          | Totaal                | 167  | 4     |

## Erelijst
Legia Warschau
- Pools landskampioen (2)

2005/2006, 2012/2013
- Pools bekerwinnaar (4)

2008, 2011, 2012, 2013
- Poolse Supercup (1)

2008